# I'm Not A Vampire
"I'm Not A Vampire" é o terceiro single do álbum de estreia, The Drug in Me Is You, da banda norte-americana Falling in Reverse lançado em dia 25 de julho de 2011. O videoclipe para a canção, que apresenta uma satírica clínica de reabilitação de celebridades, foi lançado em 24 de outubro de 2011.

## Fundo
Ronnie Radke, o ex-frontman de Escape the Fate, viveu mais loucura em seus primeiros 18 anos do que a maioria das pessoas vivem em uma vida. Drogas, armas, prisão, música e garotas. Sendo uma estrela do rock da vida real, completa com as cicatrizes para provar isso. "I'm Not A Vampire" foi um dos mais recentes singles de Radke para sua volta ao cenário musical, com sua nova banda, Falling in Reverse, álbum de estreia célebre The Drug in Me Is You. O registro oferece um novo take emocionante na clássica rebelião de hard rock com as letras de Radke confessionais que combinam com os riffs de Jacky Vincent na guitarra. O álbum lida com os próprios problemas pessoais de Radke, das drogas para seus amigos que o traíram em Escape the Fate. "I'm Not A Vampire" é sobre seu vício em drogas e álcool que você pode ver claramente no vídeo que traz uma história de reabilitação de celebridades por trás dele. Em entrevista a Kerrang!, Radke confirma, "Eu escrevi a letra e a melodia na prisão".

## Video musical
Primeiramente foi lançado um teaser de 34 segundos para o video de "I'm Not A Vampire" no dia 17 de outubro de 2011. Mais tarde em 21 de outubro, foram postado algumas fotos exclusivas do clipe no site da Guitar World. O vídeo para a canção foi lançado oficialmente em 24 de outubro de 2011. O videoclipe foi gravado em Los Angeles sendo dirigido por Zach Merck, também responsável por dirigir o clipe da canção "The Drug in Me Is You". Ele começa como uma satírica de uma clínica de reabilitação de celebridades. A paródia de elenco de personagens apresentados para o início são Eiffel Marriot a socialite, Barry Cherry a colunista de fofocas, Tommy Roxx de 'Prisoners of Rock' e Destiny Starr a Supermodel. Após um longo e demorado check-in, Radke começa a cantar ao longo da sessão. Ao longo do video, vamos vendo os outros pacientes da reabilitação, como a celebridade do YouTube, Jeffree Star, enquanto Radke se apresenta para o grupo como um viciado. À medida que a música termina, vemos pequenos segmentos com entrevista com alguns dos pacientes, incluindo Countryfield um rapper e Bunny White uma lenda da TV.

## Recepção

### Recepção crítica
| Críticas profissionais   | Críticas profissionais |
| Avaliações da crítica    | Avaliações da crítica  |
| Fonte                    | Avaliação              |
| ------------------------ | ---------------------- |
| Loudwire                 | [ 10 ]                 |
| Freakin' Awesome NetWork | [ 9 ]                  |

Sobre "I'm Not A Vampire", Loudwire afirma que Falling in Reverse conseguiu combinar um som retrô com um toque moderno, e descrevem a canção como, "Completa com riffs pesados de guitarra e solos de guitarra graves, além de aumento dos sintetizadores, juntamente com padrões de bateria fortes e otimistas". Loudwire também cita que uma das melhores e bem-humoradas partes da música é quando Radke canta "Oi, meu nome é Ronnie / Eu sou um viciado / Meu pai nunca deveria ter me criado com Black Sabbath".
Freakin' Awesome NetWork falou sobre a canção, "A voz de Radke é única e definitivamente interessante. A canção tem uma boa batida de condução, e o refrão é cativante o suficiente para que mesmo se você não necessariamente amá-lo, você poderia encontrar-se cantarolando depois".  O site MusicReview apenas citou "I'm Not A Vampire" como "Mais hardcore do que toda a família de Edward Cullen".

### Premiações
"I'm Not A Vampire" foi vencedor do 'Cagematch Hall of Fame Award' pela Loudwire Magazine]]. O video da canção esteve na revista Revolver no numero 9 para a premiação 'The 10 Best Music Videos of 2011'.

## Lista de faixas
"I'm Not A Vampire" foi escrita e composta por Ronnie Radke.
| N.º | Título                      | Duração |  |
| 1.  | "I'm Not A Vampire"         | 3:51    |  |
| 2.  | "I'm Not A Vampire (video)" | 5:08    |  |

## Histórico de lançamento
| Região         | Data                | Gravadora       | Formato          | Ref    |
| -------------- | ------------------- | --------------- | ---------------- | ------ |
| Estados Unidos | 25 de julho de 2011 | Epitaph Records | Download digital | [ 14 ] |
| Reino Unido    | 25 de julho de 2011 | Epitaph Records | Download digital | [ 15 ] |